# هشام فهمي
هشام فهمي (مواليد 17 نوفمبر 1983م) هو مترجم وكاتب مصري، تخرّج في جامعة الإسكندرية في 2006. وعَمِل مُترجمًا وكاتبًا في عدد من الصحف والمجلّات، وترجَم عددًا من الأعمال لكُتّاب عالميين. اشتَهر لترجَمته رواية الهوبيت لـ جون ر. ر. تولكين، وعَمله على ترجمة سلسلة روايات أغنية الجليد والنار لـ جورج ر. ر. مارتن. حصل على «جائزة القلم الذهبي» عام 2025م لأفضل رواية مترجمة.

## أعماله

### المترجمة
- 1408 لـِ ستيفن كينغ (2020).
- أغنية المهد لـِ تشاك بولانيك.
- الناجي الأخير لـِ تشاك بولانيك (2014).
- المحيط في نهاية الدرب لـ نيل غايمان.
- فرانكنشتاين لـِ ماري شلي (2015).
- الهوبيت لـِ جون ر. تولكين.
- أضواء الشمال ل فيليب بولمان
- لعبة العروش لـِ جورج ر. ر. مارتن.
- صدام الملوك لـِ جورج ر. ر. مارتن.
- عاصفة السيوف لـِ جورج ر. ر. مارتن.
- وليمة للغربان لـِ جورج ر. ر. مارتن.
- المُترجِم، مجموعة قصص ومقالات مترجمة.
- المترجم #2، مجموعة قصص ومقالات مترجمة.
- (كورالاين) للكاتب الإنجليزي نيل جايمان (2019).[3]
- تنين الجليد لـ جورج ر. ر. مارتن (2019).[4]
- (الشبح الذي جاء يعتذر) مختارات قصصية (2019).[5]
- (حرب الفن: اكسر الحواجز واربح معاركك الإبداعية الداخلية) لستيفن برسفيلد (2019).[6]
- أضواء الشمال لـ فيليب بولمان (2020).
- سرسي لـ مادلين ميلر (2021).
- نداء الوحش لـ باتريك نس (2021).
- الفريسة الأخطر لـ ريتشرد كونل (2023).
- أغنيَّة من أجل ليا لـ جورج ر. ر. مارتن (2024).

### مؤلفاته
- LOST: دراسة باللغة العربية.

## الجوائز
«جائزة القلم الذهبي» عام 2025م عن ترجمته لرواية «فارس من الممالك السبع» للكاتب جورج ر. ر. مارتن.

## وصلات خارجيّة
- "المترجم" على الفيس بوك.
- "هشام فهمي" على الفيس بوك.
- أعمال هشام فهمي على Goodreads.